# Marie-Olympie Řecká a Dánská
Marie-Olympie Řecká a Dánská (* 25. července 1996, New York) je americká modelka, společenská celebrita a členka řecké královské rodiny. Narodila se jako nejstarší dítě řeckého korunního prince Pavla a jeho manželky Marie-Chantal. Jejími prarodiči jsou Konstantin II. Řecký a Anne-Marie Dánská, kteří byli posledním řeckým panovnickým párem. Její dědeček z matčiny strany je bezcelní podnikatel Robert Warren Miller. Marie-Olympie je šestá v linii následnictví bývalého řeckého trůnu, po otci a bratrech.

## Dětství
Princezna Marie-Olympie Řecká a Dánská se narodila 25. července 1996 ve Weill Cornell Medicine v New Yorku řeckému korunnímu princi Pavlovi a jeho manželce Marii-Chantal. Pokřtěna byla v katedrále svatého Jiří v tureckém Istanbulu patriarchou Bartolomějem I. 22. prosince 1996. Jejími kmotrami jsou teta z otcovy strany Alexie Řecká a Dánská, teta z matčiny strany Pia Getty, dědečkův vzdálený bratranec princ z Walesu, a princ Michal Řecký a Dánský. Rodina se přestěhovala do Londýna, kde strávila Marie-Olympie většinu svého dětství. Má čtyři mladší bratry Konstantina Alexia, Achila-Andrea, Odyssea-Kimona a Aristida-Stavra. Marie-Olympie studovala dějiny umění, divadlo, fotografování a grafický design na internátní škole ve Švýcarsku s nadějí, že se bude moci věnovat kariéře v umění nebo módě. V 17 letech vstoupila do oddělení luxusní módy u Diora.

## Soukromý život
V roce 2016 vystudovala Marie-Olympie fotografování na Parsons School of Design v New Yorku. Tou dobou bylo ohlášeno, že má romantický vztah se synem svého kmotra, princem Harrym, ale britská královská rodina tyto zvěsti popřela.
V rozhovoru s časopisem Tatler odhalila, že má dyslexii.
V květnu 2018 se zúčastnila slavnostní večeře na oslavu 50. narozenin svého vzdáleného bratrance, dánského korunního prince Frederika.
V červenci 2018 zveřejnila Marie-Olympie na svém Instagramu obrázek, kde ukazovala zdvižený prostředník. Příspěvek byl stažen a stal se terčem kritiky.

## Módní kariéra
Marie-Olympie byla modelkou pro časopis Teen Vogue, Town & Country, Tatler, Hello!, ¡Hola! a W.

## Tituly a oslovení
- od 25. července 1996 – Její královská Výsost Marie-Olympie Řecká a Dánská

## Vyznamenání
Řecká vyznamenání:
- Řecká královská rodina: Řád svaté Olgy a Sofie velkokříž [1]

## Předkové
Z otcovy strany je Marie-Olympie členkou řecké a dánské královské rodiny. Její pra pra dědeček z otcovy strany, Konstantin I. Řecký byl synem Jiřího I. Řeckého, jehož otcem byl dánský král Kristián IX. Jakožto potomek Kristiána IX. po mužské linii je držitelkou titulu dánské princezny.
Její matka je dcerou v Americe narozeného britského miliardáře Roberta Warrena Millera a jeho ekvádorské manželky Marie Chantal Pesantesové. Robert Warren Miller je potomek cestujících na Mayflower a je spojen s britskou severoamerickou koloniální elitou. Jeho rodina tvrdí, že jsou potomky Jindřicha I. Anglického, Ludvíka IV. Francouzského a Viléma I. Skotského.

## Vývod z předků
|                              |                                        |  |                            |                                    |  |  |  |  |  |  |  | Konstantin I. Řecký |
|                              |                                        |  |                            |                                    |  |  |  |  |  |  |  |                     |
|                              | Pavel I. Řecký                         |  |                            |                                    |  |  |  |  |  |  |  |                     |
|                              |                                        |  |                            |                                    |  |  |  |  |  |  |  |                     |
|                              |                                        |  |                            | Sofie Pruská                       |  |  |  |  |  |  |  |                     |
|                              |                                        |  |                            |                                    |  |  |  |  |  |  |  |                     |
|                              | Konstantin II. Řecký                   |  |                            |                                    |  |  |  |  |  |  |  |                     |
|                              |                                        |  |                            |                                    |  |  |  |  |  |  |  |                     |
|                              |                                        |  |                            | Arnošt August Brunšvický           |  |  |  |  |  |  |  |                     |
|                              |                                        |  |                            |                                    |  |  |  |  |  |  |  |                     |
|                              | Frederika Hannoverská                  |  |                            |                                    |  |  |  |  |  |  |  |                     |
|                              |                                        |  |                            |                                    |  |  |  |  |  |  |  |                     |
|                              |                                        |  |                            | Viktorie Luisa Pruská              |  |  |  |  |  |  |  |                     |
|                              |                                        |  |                            |                                    |  |  |  |  |  |  |  |                     |
|                              | Pavel, řecký korunní princ             |  |                            |                                    |  |  |  |  |  |  |  |                     |
|                              |                                        |  |                            |                                    |  |  |  |  |  |  |  |                     |
|                              |                                        |  |                            | Kristián X.                        |  |  |  |  |  |  |  |                     |
|                              |                                        |  |                            |                                    |  |  |  |  |  |  |  |                     |
|                              | Frederik IX.                           |  |                            |                                    |  |  |  |  |  |  |  |                     |
|                              |                                        |  |                            |                                    |  |  |  |  |  |  |  |                     |
|                              |                                        |  |                            | Alexandrina Meklenbursko-Zvěřínská |  |  |  |  |  |  |  |                     |
|                              |                                        |  |                            |                                    |  |  |  |  |  |  |  |                     |
|                              | Anne-Marie Dánská                      |  |                            |                                    |  |  |  |  |  |  |  |                     |
|                              |                                        |  |                            |                                    |  |  |  |  |  |  |  |                     |
|                              |                                        |  |                            | Gustav VI. Adolf                   |  |  |  |  |  |  |  |                     |
|                              |                                        |  |                            |                                    |  |  |  |  |  |  |  |                     |
|                              | Ingrid Švédská                         |  |                            |                                    |  |  |  |  |  |  |  |                     |
|                              |                                        |  |                            |                                    |  |  |  |  |  |  |  |                     |
|                              |                                        |  |                            | Margareta z Connaughtu             |  |  |  |  |  |  |  |                     |
|                              |                                        |  |                            |                                    |  |  |  |  |  |  |  |                     |
| Marie-Olympie Řecká a Dánská |                                        |  |                            |                                    |  |  |  |  |  |  |  |                     |
|                              |                                        |  |                            |                                    |  |  |  |  |  |  |  |                     |
|                              |                                        |  | Ellis John Springer Miller |                                    |  |  |  |  |  |  |  |                     |
|                              |                                        |  |                            |                                    |  |  |  |  |  |  |  |                     |
|                              | Ellis Warren Appleton Miller           |  |                            |                                    |  |  |  |  |  |  |  |                     |
|                              |                                        |  |                            |                                    |  |  |  |  |  |  |  |                     |
|                              |                                        |  |                            | Blanche Louise Appleton            |  |  |  |  |  |  |  |                     |
|                              |                                        |  |                            |                                    |  |  |  |  |  |  |  |                     |
|                              | Robert Warren Miller                   |  |                            |                                    |  |  |  |  |  |  |  |                     |
|                              |                                        |  |                            |                                    |  |  |  |  |  |  |  |                     |
|                              |                                        |  |                            | Altimus Squarebriggs               |  |  |  |  |  |  |  |                     |
|                              |                                        |  |                            |                                    |  |  |  |  |  |  |  |                     |
|                              | Sophia June Squarebriggs               |  |                            |                                    |  |  |  |  |  |  |  |                     |
|                              |                                        |  |                            |                                    |  |  |  |  |  |  |  |                     |
|                              |                                        |  |                            | Priscilla Mountain                 |  |  |  |  |  |  |  |                     |
|                              |                                        |  |                            |                                    |  |  |  |  |  |  |  |                     |
|                              | Marie-Chantal, korunní princezna řecká |  |                            |                                    |  |  |  |  |  |  |  |                     |
|                              |                                        |  |                            |                                    |  |  |  |  |  |  |  |                     |
|                              |                                        |  |                            |                                    |  |  |  |  |  |  |  |                     |
|                              |                                        |  |                            |                                    |  |  |  |  |  |  |  |                     |
|                              | Servando Pesantes Chanduy              |  |                            |                                    |  |  |  |  |  |  |  |                     |
|                              |                                        |  |                            |                                    |  |  |  |  |  |  |  |                     |
|                              |                                        |  |                            |                                    |  |  |  |  |  |  |  |                     |
|                              |                                        |  |                            |                                    |  |  |  |  |  |  |  |                     |
|                              | Marie Chantal Pesantes                 |  |                            |                                    |  |  |  |  |  |  |  |                     |
|                              |                                        |  |                            |                                    |  |  |  |  |  |  |  |                     |
|                              |                                        |  |                            |                                    |  |  |  |  |  |  |  |                     |
|                              |                                        |  |                            |                                    |  |  |  |  |  |  |  |                     |
|                              | Beatriz Becerra                        |  |                            |                                    |  |  |  |  |  |  |  |                     |
|                              |                                        |  |                            |                                    |  |  |  |  |  |  |  |                     |
|                              |                                        |  |                            |                                    |  |  |  |  |  |  |  |                     |
|                              |                                        |  |                            |                                    |  |  |  |  |  |  |  |                     |